# Рыбинский район (Ярославская область)
Ры́бинский райо́н — административно-территориальная единица (район) и муниципальное образование (муниципальный район) в Ярославской области Российской Федерации.
Административный центр — город Рыбинск (в состав района не входит).

## География
Площадь 3142 км² (2-е место среди районов).
Район расположен на северо-западе Ярославской области и граничит на северо-востоке с Пошехонским, на востоке — с Тутаевским, на юге — с Большесельским, на западе с Мышкинским и Некоузским районами Ярославской области. В центре района находится райцентр, который как город областного значения не входит в район и образует самостоятельный городской округ.
Основные реки — Волга, Ухра, Черёмуха.
На севере и северо-западе территория района примыкает к Рыбинскому водохранилищу. В акватории водохранилища находится относящийся к району обитаемый остров Юршинский.

## История района
Район образован 10 июня 1929 года в составе Рыбинского округа Ивановской Промышленной области. В него вошли территории 6 волостей бывшего Рыбинского уезда и часть Большесельской волости бывшего Угличского уезда.
1 января 1932 года Постановлением Президиума ВЦИК Рыбинский район был ликвидирован. Сельсоветы Рыбинского района распределены следующим образом: а) Аксеновский, Болтинский, Васильевский, Волковский, Вонговский, Глушицкий, Ивановский, Каменниковский (за исключением селений: Коротнево, Починок, Новая, Вараксино, дер. Лаврово, сельцо Лаврово, Раменье, Юркино, Берег и Каменник), Краснинский, Михайловский, Назаровский, Панфиловский, Покровский, Раздумовский, Селецкий, Семенниковский, Сретенский, Федюшинский и Чудиновский были подчинены Рыбинскому горсовету; б) Погорельский 1-й, Погорельский 2-й присоединены к Мологскому району; в) Гарский, Насоновский и Николо-кормский — к Мышкинскому району; г) Глебовский, Сменцевский и Специнский, а также рабочий поселок Волга — к Некоузскому району; д) Арефинский, Вольский, Милюшинский, Николо-Тронский, Погост-Болотовский и Селищенский — к Пошехоно-Володарскому району; е) Ананьинский, Благовещенский, Киндяковский, Киселевский, Колокшинский, Локтевский, Медведевский, Хопылевский и Чирковский — к Тутаевскому району и ж) Бакунинский, Большесельский и Никольский — к Угличскому району.
25 января 1935 года Рыбинский район был восстановлен. В него вошли сельсоветы, бывшие в подчинении Рыбинского горсовета, а также рабочие посёлки Аббакумово и Песочное. В этом же году была возвращена часть сельсоветов, переданных в 1932 году другим районам. В 1935 году Чудиновский сельсовет был передан во вновь образованный Большесельский район.
11 марта 1936 года район вошёл в вновь образованную Ярославскую область. 20 декабря 1940 года к району причислены из ликвидированного Мологского района Займищенский, Истоминский и Погорельский сельсоветы. 8 апреля 1941 года 6 сельсоветов перечислены во вновь образованный Арефинский район. 22 октября 1959 года 4 сельсовета ликвидированного Арефинского района вошли в Рыбинский район.
В 1946 году водами Рыбинского водохранилища была окончательно затоплена территория города Молога. 13 сентября 1946 года город Рыбинск был переименован в Щербаков и вместе с ним Рыбинский район — в Щербаковский район, но в октябре 1957 года городу и району было восстановлено название.
1 февраля 1963 года образован Рыбинский сельский район, в состав которого вошли бывшие Рыбинский и Мышкинский районы. 12 января 1965 года Рыбинский сельский район преобразован в Рыбинский район, в состав которого вошли рабочие посёлки Песочное и Тихменево и 15 сельсоветов. Часть территории отошла к восстановленным Большесельскому и Мышкинскому районам.

## Население
| 1939    | 1959    | 1970    | 1979    | 1989    | 2002    | 2007    | 2009    | 2010    |
| ------- | ------- | ------- | ------- | ------- | ------- | ------- | ------- | ------- |
| 82 153  | ↘48 351 | ↘41 441 | ↘35 704 | ↗36 796 | ↘31 095 | ↘30 744 | ↘29 293 | ↘28 153 |
| 2011    | 2012    | 2013    | 2014    | 2015    | 2016    | 2017    | 2018    | 2019    |
| ↘28 110 | ↘28 059 | ↘27 838 | ↘27 529 | ↘27 339 | ↘27 065 | ↘26 830 | ↘26 390 | ↘25 882 |
| 2020    | 2021    |         |         |         |         |         |         |         |
| ↘25 634 | ↗27 080 |         |         |         |         |         |         |         |

### Национальный состав
По итогам переписи населения 2020 года проживали следующие национальности (национальности менее 0,1 % и другое, см. в сноске к строке «Другие»):
| Национальность | Численность, чел. | Доля     |
| -------------- | ----------------- | -------- |
| Русские        | 26 277            | 97,03 %  |
| Украинцы       | 72                | 0,27 %   |
| Армяне         | 53                | 0,20 %   |
| Азербайджанцы  | 50                | 0,18 %   |
| Узбеки         | 49                | 0,18 %   |
| Таджики        | 41                | 0,15 %   |
| Цыгане         | 29                | 0,11 %   |
| Киргизы        | 28                | 0,10 %   |
| Другие         | 481               | 1,78 %   |
| Итого          | 27 080            | 100,00 % |

## Административное деление
Рыбинский район как административно-территориальная единица области включает 17 сельских округов.
Рыбинский муниципальный район в рамках организации местного самоуправления включает 11 муниципальных образований со статусом сельского поселения.
| Административно- территориальная единица | Административный центр | Муниципальное образование         | Административный центр | Количество населённых пунктов | Население (чел.) | Площадь (км²) |                           |            |                               |            |    |       |        |
| ---------------------------------------- | ---------------------- | --------------------------------- | ---------------------- | ----------------------------- | ---------------- | ------------- | ------------------------- | ---------- | ----------------------------- | ---------- | -- | ----- | ------ |
| Административно- территориальная единица | Административный центр | Муниципальное образование         | Административный центр | Количество населённых пунктов | Население (чел.) | Площадь (км²) | Арефинский сельский округ | с. Арефино | Арефинское сельское поселение | с. Арефино | 71 | ↗1288 | 302,04 |
| Волжский сельский округ                  | п. Ермаково            | Волжское сельское поселение       | п. Ермаково            | 94                            | ↗2889            | 248,81        |                           |            |                               |            |    |       |        |
| Михайловский сельский округ              | с. Михайловское        | Волжское сельское поселение       | п. Ермаково            | 94                            | ↗2889            | 248,81        |                           |            |                               |            |    |       |        |
| Глебовский сельский округ                | с. Глебово             | Глебовское сельское поселение     | с. Глебово             | 94                            | ↘1335            | 594,19        |                           |            |                               |            |    |       |        |
| Погорельский сельский округ              | с. Погорелка           | Глебовское сельское поселение     | с. Глебово             | 94                            | ↘1335            | 594,19        |                           |            |                               |            |    |       |        |
| Каменниковский сельский округ            | п. Каменники           | Каменниковское сельское поселение | п. Каменники           | 11                            | ↗2601            | 576,29        |                           |            |                               |            |    |       |        |
| Назаровский сельский округ               | д. Назарово            | Назаровское сельское поселение    | д. Назарово            | 89                            | ↗2122            | 404,32        |                           |            |                               |            |    |       |        |
| Шашковский сельский округ                | п. Шашково             | Назаровское сельское поселение    | д. Назарово            | 89                            | ↗2122            | 404,32        |                           |            |                               |            |    |       |        |
| Огарковский сельский округ               | с. Огарково            | Огарковское сельское поселение    | с. Огарково            | 36                            | ↗1278            | 451,35        |                           |            |                               |            |    |       |        |
| Ломовский сельский округ                 | д. Дюдьково            | Октябрьское сельское поселение    | п. Октябрьский         | 51                            | ↘3725            | 191,75        |                           |            |                               |            |    |       |        |
| Октябрьский сельский округ               | п. Октябрьский         | Октябрьское сельское поселение    | п. Октябрьский         | 51                            | ↘3725            | 191,75        |                           |            |                               |            |    |       |        |
| Песоченский сельский округ               | п. Песочное            | сельское поселение Песочное       | п. Песочное            | 1                             | ↗2624            | 5,94          |                           |            |                               |            |    |       |        |
| Николо-Кормский сельский округ           | с. Никольское          | Покровское сельское поселение     | п. Искра Октября       | 86                            | ↗3477            | 260,81        |                           |            |                               |            |    |       |        |
| Покровский сельский округ                | с. Покров              | Покровское сельское поселение     | п. Искра Октября       | 86                            | ↗3477            | 260,81        |                           |            |                               |            |    |       |        |
| Макаровский сельский округ               | п. Юбилейный           | Судоверфское сельское поселение   | п. Судоверфь           | 62                            | ↗3912            | 102,59        |                           |            |                               |            |    |       |        |
| Судоверфский сельский округ              | п. Судоверфь           | Судоверфское сельское поселение   | п. Судоверфь           | 62                            | ↗3912            | 102,59        |                           |            |                               |            |    |       |        |
| Тихменевский сельский округ              | п. Тихменево           | сельское поселение Тихменевское   | п. Тихменево           | 1                             | ↗1829            | 3,39          |                           |            |                               |            |    |       |        |

История муниципального устройства
К 1 января 2005 года в соответствии с законом Ярославской области от 21 декабря 2004 года в новообразованном муниципальном районе были созданы одно городское поселение и 10 сельских поселений. Законом Ярославской области от 28 декабря 2011 года городское поселение Песочное преобразовано в сельское поселение.

## Населённые пункты
Всего в районе насчитывается 596 населённых пунктов (все — сельские).
| №   | Населённый пункт     | Тип                 | Население (чел.) | Сельский округ  | Сельское поселение |
| --- | -------------------- | ------------------- | ---------------- | --------------- | ------------------ |
| 1   | Аксёново             | село                | ↗21              | Волжский        | Волжское           |
| 2   | Акулинское           | деревня             | ↘0               | Михайловский    | Волжское           |
| 3   | Александрова пустынь | деревня             | ↗2               | Михайловский    | Волжское           |
| 4   | Александровка        | деревня             | →2               | Макаровский     | Судоверфское       |
| 5   | Алексеевское         | деревня             | →1               | Назаровский     | Назаровское        |
| 6   | Алексеевское         | деревня             | ↘1               | Шашковский      | Назаровское        |
| 7   | Ананьино             | деревня             | ↘25              | Арефинский      | Арефинское         |
| 8   | Андреевское          | деревня             | ↗3               | Октябрьский     | Октябрьское        |
| 9   | Андроново            | деревня             | →4               | Макаровский     | Судоверфское       |
| 10  | Антипино             | деревня             | ↘0               | Ломовский       | Октябрьское        |
| 11  | Антоново             | деревня             | ↗26              | Огарковский     | Огарковское        |
| 12  | Антоново             | деревня             | →1               | Октябрьский     | Октябрьское        |
| 13  | Антоново             | деревня             | ↗28              | Каменниковский  | Каменниковское     |
| 14  | Ануфриево            | деревня             | ↗20              | Макаровский     | Судоверфское       |
| 15  | Арефино              | деревня             | ↘0               | Николо-Кормский | Покровское         |
| 16  | Арефино              | село                | ↘962             | Арефинский      | Арефинское         |
| 17  | Артюкино             | деревня             | ↘0               | Назаровский     | Назаровское        |
| 18  | Артюшино             | деревня             | ↘0               | Макаровский     | Судоверфское       |
| 19  | Архарово             | деревня             | ↘8               | Макаровский     | Судоверфское       |
| 20  | Афремово             | деревня             | ↘6               | Арефинский      | Арефинское         |
| 21  | Бабино               | деревня             | →0               | Огарковский     | Огарковское        |
| 22  | Бабурино             | деревня             | ↘2               | Глебовский      | Глебовское         |
| 23  | Бавленка             | деревня             | →3               | Шашковский      | Назаровское        |
| 24  | Бакуново             | деревня             | ↘1               | Арефинский      | Арефинское         |
| 25  | Балобаново           | деревня             | ↘12              | Судоверфский    | Судоверфское       |
| 26  | Банино               | деревня             | ↗6               | Макаровский     | Судоверфское       |
| 27  | Бараниха             | деревня             | ↗2               | Покровский      | Покровское         |
| 28  | Бараново             | деревня             | ↘0               | Погорельский    | Глебовское         |
| 29  | Барбино              | деревня             | ↘6               | Погорельский    | Глебовское         |
| 30  | Барханово            | деревня             | →0               | Октябрьский     | Октябрьское        |
| 31  | Барщинка             | деревня             | →0               | Огарковский     | Огарковское        |
| 32  | Башарово             | деревня             | →8               | Макаровский     | Судоверфское       |
| 33  | Беглецово            | деревня             | ↘2               | Глебовский      | Глебовское         |
| 34  | Беловское            | деревня             | →0               | Шашковский      | Назаровское        |
| 35  | Березники            | деревня             | ↘3               | Глебовский      | Глебовское         |
| 36  | Березники            | деревня             | ↘4               | Октябрьский     | Октябрьское        |
| 37  | Бесово               | деревня             | ↘7               | Михайловский    | Волжское           |
| 38  | Бобылево             | деревня             | ↘0               | Арефинский      | Арефинское         |
| 39  | Боково               | деревня             | →0               | Шашковский      | Назаровское        |
| 40  | Болоново             | деревня             | →6               | Шашковский      | Назаровское        |
| 41  | Болтино              | деревня             | ↘1               | Арефинский      | Арефинское         |
| 42  | Болтинское           | деревня             | ↗12              | Макаровский     | Судоверфское       |
| 43  | Большая Белева       | деревня             | ↘89              | Глебовский      | Глебовское         |
| 44  | Большие Мхи          | деревня             | ↘13              | Огарковский     | Огарковское        |
| 45  | Большое Андрейково   | деревня             | ↗207             | Макаровский     | Судоверфское       |
| 46  | Большое Высоко       | деревня             | ↘11              | Николо-Кормский | Покровское         |
| 47  | Большое Заболотье    | деревня             | →0               | Покровский      | Покровское         |
| 48  | Большое Займище      | деревня             | ↘2               | Погорельский    | Глебовское         |
| 49  | Большое Кстово       | деревня             | ↗16              | Покровский      | Покровское         |
| 50  | Большое Паленово     | деревня             | →2               | Макаровский     | Судоверфское       |
| 51  | Большое Погорелово   | деревня             | ↘48              | Огарковский     | Огарковское        |
| 52  | Большое Сёмино       | деревня             | ↘16              | Погорельский    | Глебовское         |
| 53  | Большое Троицкое     | деревня             | →6               | Назаровский     | Назаровское        |
| 54  | Большое Черняево     | деревня             | ↘12              | Арефинский      | Арефинское         |
| 55  | Большой Дор          | деревня             | ↗15              | Судоверфский    | Судоверфское       |
| 56  | Борзово              | деревня             | →0               | Шашковский      | Назаровское        |
| 57  | Борисково            | деревня             | →0               | Арефинский      | Арефинское         |
| 58  | Борисовка            | деревня             | →0               | Назаровский     | Назаровское        |
| 59  | Борисовское          | деревня             | ↘1               | Михайловский    | Волжское           |
| 60  | Борок                | деревня             | →2               | Назаровский     | Назаровское        |
| 61  | Борщевка             | деревня             | ↘4               | Арефинский      | Арефинское         |
| 62  | Брыково              | деревня             | →1               | Михайловский    | Волжское           |
| 63  | Будихино             | деревня             | ↗11              | Глебовский      | Глебовское         |
| 64  | Букриново            | деревня             | →0               | Октябрьский     | Октябрьское        |
| 65  | Бунево               | деревня             | ↗5               | Арефинский      | Арефинское         |
| 66  | Бурково              | деревня             | ↘13              | Макаровский     | Судоверфское       |
| 67  | Бурнаково            | деревня             | →0               | Шашковский      | Назаровское        |
| 68  | Бутакино             | деревня             | →7               | Арефинский      | Арефинское         |
| 69  | Быково               | деревня             | ↗6               | Каменниковский  | Каменниковское     |
| 70  | Вальцово             | деревня             | →1               | Николо-Кормский | Покровское         |
| 71  | Вандышево            | деревня             | ↘2               | Ломовский       | Октябрьское        |
| 72  | Вандышево            | деревня             | ↗3               | Ломовский       | Октябрьское        |
| 73  | Вараксино            | деревня             | ↘8               | Каменниковский  | Каменниковское     |
| 74  | Варварино            | деревня             | →0               | Шашковский      | Назаровское        |
| 75  | Василево             | деревня             | ↗3               | Глебовский      | Глебовское         |
| 76  | Василево             | деревня             | ↗2               | Шашковский      | Назаровское        |
| 77  | Васильевское         | деревня             | ↗42              | Михайловский    | Волжское           |
| 78  | Васильково           | деревня             | ↗19              | Арефинский      | Арефинское         |
| 79  | Васькино             | деревня             | ↘0               | Макаровский     | Судоверфское       |
| 80  | Великий Мох          | посёлок             | ↘44              | Николо-Кормский | Покровское         |
| 81  | Веретеново           | деревня             | →0               | Арефинский      | Арефинское         |
| 82  | Власьево             | деревня             | ↗2               | Огарковский     | Огарковское        |
| 83  | Войново              | деревня             | →0               | Ломовский       | Октябрьское        |
| 84  | Вокшерино            | деревня             | ↘3               | Шашковский      | Назаровское        |
| 85  | Волково              | деревня             | ↘304             | Огарковский     | Огарковское        |
| 86  | Волково              | деревня             | ↗3               | Макаровский     | Судоверфское       |
| 87  | Воробьевка           | деревня             | ↘10              | Покровский      | Покровское         |
| 88  | Воронино             | деревня             | ↗14              | Волжский        | Волжское           |
| 89  | Воронково            | деревня             | ↗55              | Арефинский      | Арефинское         |
| 90  | Ворыгино             | деревня             | ↗5               | Макаровский     | Судоверфское       |
| 91  | Вослома              | деревня             | →0               | Арефинский      | Арефинское         |
| 92  | Выгорода             | деревня             | ↗10              | Покровский      | Покровское         |
| 93  | Выездкино            | деревня             | ↘0               | Николо-Кормский | Покровское         |
| 94  | Высоково             | деревня             | ↘7               | Арефинский      | Арефинское         |
| 95  | Гаврилково           | деревня             | →0               | Макаровский     | Судоверфское       |
| 96  | Гаврилово            | деревня             | ↗42              | Назаровский     | Назаровское        |
| 97  | Гавриловское         | деревня             | ↘1               | Волжский        | Волжское           |
| 98  | Галзаково            | деревня             | ↗5               | Назаровский     | Назаровское        |
| 99  | Гальчино             | деревня             | →3               | Погорельский    | Глебовское         |
| 100 | Гармоново            | деревня             | ↘1               | Ломовский       | Октябрьское        |
| 101 | Гаютино              | деревня             | ↘0               | Назаровский     | Назаровское        |
| 102 | Гладышево            | деревня             | ↗5               | Николо-Кормский | Покровское         |
| 103 | Глазатово            | деревня             | ↗3               | Покровский      | Покровское         |
| 104 | Глебово              | село                | ↘423             | Глебовский      | Глебовское         |
| 105 | Глинино              | деревня             | →3               | Шашковский      | Назаровское        |
| 106 | Глушицы              | деревня             | →2               | Макаровский     | Судоверфское       |
| 107 | Говядово             | деревня             | ↘5               | Михайловский    | Волжское           |
| 108 | Головино             | деревня             | ↘9               | Глебовский      | Глебовское         |
| 109 | Головичино           | деревня             | →1               | Назаровский     | Назаровское        |
| 110 | Голубино             | деревня             | →0               | Покровский      | Покровское         |
| 111 | Гончарово            | деревня             | ↗6               | Арефинский      | Арефинское         |
| 112 | Горели               | деревня             | ↘3               | Погорельский    | Глебовское         |
| 113 | Горки                | деревня             | ↗7               | Глебовский      | Глебовское         |
| 114 | Горки                | деревня             | ↘0               | Михайловский    | Волжское           |
| 115 | Горки                | деревня             | ↘3               | Михайловский    | Волжское           |
| 116 | Городишка            | деревня             | →1               | Арефинский      | Арефинское         |
| 117 | Городок              | деревня             | ↗5               | Николо-Кормский | Покровское         |
| 118 | Горохово             | деревня             | ↘6               | Глебовский      | Глебовское         |
| 119 | Грибово              | деревня             | →1               | Огарковский     | Огарковское        |
| 120 | Григорково           | деревня             | ↗21              | Николо-Кормский | Покровское         |
| 121 | Григорово            | деревня             | →0               | Огарковский     | Огарковское        |
| 122 | Григорьевское        | деревня             | ↘0               | Михайловский    | Волжское           |
| 123 | Гридино              | деревня             | ↘2               | Михайловский    | Волжское           |
| 124 | Гришенино            | деревня             | ↘23              | Октябрьский     | Октябрьское        |
| 125 | Гришино              | деревня             | ↘4               | Погорельский    | Глебовское         |
| 126 | Гришкино             | деревня             | ↗5               | Макаровский     | Судоверфское       |
| 127 | Губино               | деревня             | →0               | Михайловский    | Волжское           |
| 128 | Губино               | деревня             | ↗5               | Шашковский      | Назаровское        |
| 129 | Губино               | деревня             | ↘1               | Шашковский      | Назаровское        |
| 130 | Гурьево              | деревня             | →0               | Покровский      | Покровское         |
| 131 | Дегтярицы            | деревня             | ↘45              | Николо-Кормский | Покровское         |
| 132 | Демидово             | деревня             | →0               | Шашковский      | Назаровское        |
| 133 | Демидовское          | деревня             | ↗3               | Волжский        | Волжское           |
| 134 | Дёмино               | деревня             | ↗18              | Шашковский      | Назаровское        |
| 135 | Демихово             | деревня             | →0               | Покровский      | Покровское         |
| 136 | Денисьево            | деревня             | ↗21              | Волжский        | Волжское           |
| 137 | Деревенька           | деревня             | ↘3               | Шашковский      | Назаровское        |
| 138 | Дерягино             | деревня             | ↗12              | Арефинский      | Арефинское         |
| 139 | Диково               | деревня             | ↘12              | Судоверфский    | Судоверфское       |
| 140 | Дмитриевка           | деревня             | ↘27              | Михайловский    | Волжское           |
| 141 | Добрино              | деревня             | ↗4               | Глебовский      | Глебовское         |
| 142 | Долгий луг           | деревня             | →0               | Арефинский      | Арефинское         |
| 143 | Долгий Мох           | посёлок             | →0               | Каменниковский  | Каменниковское     |
| 144 | Дор                  | деревня             | →0               | Арефинский      | Арефинское         |
| 145 | Дор                  | деревня             | ↗7               | Ломовский       | Октябрьское        |
| 146 | Дорогушино           | деревня             | →0               | Погорельский    | Глебовское         |
| 147 | Дорожная             | деревня             | ↘28              | Покровский      | Покровское         |
| 148 | Досугово             | деревня             | ↘0               | Огарковский     | Огарковское        |
| 149 | Драчево              | деревня             | ↗7               | Глебовский      | Глебовское         |
| 150 | Дроздово             | деревня             | ↗3               | Шашковский      | Назаровское        |
| 151 | Дружба               | деревня             | →0               | Покровский      | Покровское         |
| 152 | Дуброво              | деревня             | →0               | Погорельский    | Глебовское         |
| 153 | Дурдино              | деревня             | ↘9               | Покровский      | Покровское         |
| 154 | Дымовское            | деревня             | ↘54              | Огарковский     | Огарковское        |
| 155 | Дьяковское           | деревня             | ↗4               | Назаровский     | Назаровское        |
| 156 | Дьяковское           | деревня             | ↗2               | Ломовский       | Октябрьское        |
| 157 | Дюдьково             | деревня             | ↘1619            | Ломовский       | Октябрьское        |
| 158 | Дятлово              | деревня             | ↗8               | Макаровский     | Судоверфское       |
| 159 | Ераково              | деревня             | ↘9               | Шашковский      | Назаровское        |
| 160 | Ермаково             | посёлок             | ↘1959            | Волжский        | Волжское           |
| 161 | Ермолино             | деревня             | ↗12              | Назаровский     | Назаровское        |
| 162 | Ескино               | деревня             | →0               | Ломовский       | Октябрьское        |
| 163 | Ефремцево            | деревня             | ↘6               | Глебовский      | Глебовское         |
| 164 | Житницино            | деревня             | →0               | Николо-Кормский | Покровское         |
| 165 | Забава               | деревня             | ↘85              | Волжский        | Волжское           |
| 166 | Заболотье            | деревня             | ↘1               | Глебовский      | Глебовское         |
| 167 | Завражье             | деревня             | ↘106             | Макаровский     | Судоверфское       |
| 168 | Заднево              | деревня             | ↘1               | Арефинский      | Арефинское         |
| 169 | Заднево              | деревня             | ↘0               | Глебовский      | Глебовское         |
| 170 | Залужнево            | деревня             | ↘2               | Арефинский      | Арефинское         |
| 171 | Залужье              | деревня             | ↗22              | Судоверфский    | Судоверфское       |
| 172 | Запрудново           | деревня             | ↘7               | Ломовский       | Октябрьское        |
| 173 | Заречье              | деревня             | →0               | Погорельский    | Глебовское         |
| 174 | Захарино             | деревня             | ↗5               | Глебовский      | Глебовское         |
| 175 | Зиновьево            | деревня             | ↘2               | Волжский        | Волжское           |
| 176 | Ивакино              | деревня             | →0               | Октябрьский     | Октябрьское        |
| 177 | Ивановское           | деревня             | ↗11              | Михайловский    | Волжское           |
| 178 | Ивановское           | село                | ↘30              | Глебовский      | Глебовское         |
| 179 | Ивановское           | деревня             | ↘0               | Назаровский     | Назаровское        |
| 180 | Ивановское           | деревня             | ↘14              | Огарковский     | Огарковское        |
| 181 | Ивановское           | деревня             | →0               | Арефинский      | Арефинское         |
| 182 | Ивановское           | деревня             | ↘26              | Арефинский      | Арефинское         |
| 183 | Ивановское           | деревня             | →0               | Арефинский      | Арефинское         |
| 184 | Ивановское           | деревня             | ↗18              | Покровский      | Покровское         |
| 185 | Ивановское           | деревня             | ↗28              | Шашковский      | Назаровское        |
| 186 | Ивашево              | деревня             | ↘26              | Назаровский     | Назаровское        |
| 187 | Израили              | деревня             | ↘9               | Макаровский     | Судоверфское       |
| 188 | Ильино               | деревня             | ↗5               | Макаровский     | Судоверфское       |
| 189 | Ильинское            | деревня             | ↘9               | Ломовский       | Октябрьское        |
| 190 | Ильинское            | деревня             | ↘0               | Октябрьский     | Октябрьское        |
| 191 | Илюхино              | деревня             | →0               | Арефинский      | Арефинское         |
| 192 | Инопажь              | деревня             | ↗4               | Назаровский     | Назаровское        |
| 193 | Исанино              | деревня             | ↗7               | Покровский      | Покровское         |
| 194 | Искра Октября        | посёлок             | ↘1125            | Покровский      | Покровское         |
| 195 | Истомино             | деревня             | ↘2               | Погорельский    | Глебовское         |
| 196 | Кабатово             | деревня             | ↘4               | Глебовский      | Глебовское         |
| 197 | Каботово             | деревня             | ↘0               | Макаровский     | Судоверфское       |
| 198 | Каликино             | деревня             | ↘1               | Михайловский    | Волжское           |
| 199 | Калинкино            | деревня             | →0               | Ломовский       | Октябрьское        |
| 200 | Калинкино            | деревня             | ↗8               | Николо-Кормский | Покровское         |
| 201 | Калита               | деревня             | ↘17              | Погорельский    | Глебовское         |
| 202 | Каменники            | посёлок             | ↘2717            | Каменниковский  | Каменниковское     |
| 203 | Капустино            | деревня             | ↘8               | Назаровский     | Назаровское        |
| 204 | Караново             | деревня             | ↗20              | Шашковский      | Назаровское        |
| 205 | Карелино             | деревня             | ↘4               | Арефинский      | Арефинское         |
| 206 | Карелино             | деревня             | →2               | Глебовский      | Глебовское         |
| 207 | Карповское           | деревня             | ↘4               | Михайловский    | Волжское           |
| 208 | Кедровка             | посёлок             | ↘45              | Назаровский     | Назаровское        |
| 209 | Киверники            | деревня             | ↘2               | Огарковский     | Огарковское        |
| 210 | Кирилловское         | деревня             | ↗16              | Волжский        | Волжское           |
| 211 | Кирилловское         | деревня             | →0               | Михайловский    | Волжское           |
| 212 | Кирова               | посёлок             | ↘8               | Шашковский      | Назаровское        |
| 213 | Киселёво             | деревня             | ↘4               | Ломовский       | Октябрьское        |
| 214 | Кисимово             | деревня             | ↘1               | Арефинский      | Арефинское         |
| 215 | Кишатино             | деревня             | ↘0               | Арефинский      | Арефинское         |
| 216 | Кликуново            | деревня             | →0               | Покровский      | Покровское         |
| 217 | Климовское           | деревня             | →3               | Михайловский    | Волжское           |
| 218 | Княжево              | деревня             | ↘1               | Арефинский      | Арефинское         |
| 219 | Кобостово            | посёлок ж/д станции | ↘49              | Глебовский      | Глебовское         |
| 220 | Ковыкино             | деревня             | →1               | Глебовский      | Глебовское         |
| 221 | Ковыкино             | деревня             | ↗6               | Глебовский      | Глебовское         |
| 222 | Кожевниково          | деревня             | ↘18              | Арефинский      | Арефинское         |
| 223 | Козицино             | деревня             | ↗5               | Арефинский      | Арефинское         |
| 224 | Коломинское          | деревня             | ↘0               | Михайловский    | Волжское           |
| 225 | Колосово             | деревня             | ↗8               | Макаровский     | Судоверфское       |
| 226 | Кондырево            | деревня             | ↘1               | Михайловский    | Волжское           |
| 227 | Конюшино             | деревня             | ↘70              | Михайловский    | Волжское           |
| 228 | Коняево              | деревня             | ↘55              | Арефинский      | Арефинское         |
| 229 | Копосово             | деревня             | ↗20              | Макаровский     | Судоверфское       |
| 230 | Коржавино            | деревня             | →5               | Покровский      | Покровское         |
| 231 | Коржавино            | деревня             | ↗3               | Судоверфский    | Судоверфское       |
| 232 | Коркино              | деревня             | ↗6               | Макаровский     | Судоверфское       |
| 233 | Коркодиново          | деревня             | ↗26              | Николо-Кормский | Покровское         |
| 234 | Короваево            | деревня             | →0               | Михайловский    | Волжское           |
| 235 | Коровинское          | деревня             | ↘1               | Михайловский    | Волжское           |
| 236 | Коровниково          | деревня             | ↗4               | Погорельский    | Глебовское         |
| 237 | Косково              | деревня             | ↘0               | Огарковский     | Огарковское        |
| 238 | Костерино            | деревня             | →1               | Волжский        | Волжское           |
| 239 | Костино              | деревня             | ↘30              | Огарковский     | Огарковское        |
| 240 | Костино              | посёлок             | ↘399             | Покровский      | Покровское         |
| 241 | Коткино              | деревня             | ↘2               | Глебовский      | Глебовское         |
| 242 | Котлово              | деревня             | ↘1               | Михайловский    | Волжское           |
| 243 | Котовка              | деревня             | ↘1               | Волжский        | Волжское           |
| 244 | Кочевка-1            | деревня             | ↘2               | Николо-Кормский | Покровское         |
| 245 | Кочевка-2            | деревня             | ↘2               | Николо-Кормский | Покровское         |
| 246 | Кошелево             | деревня             | →0               | Макаровский     | Судоверфское       |
| 247 | Красная Горка        | посёлок             | ↘545             | Покровский      | Покровское         |
| 248 | Красное              | село                | →2               | Октябрьский     | Октябрьское        |
| 249 | Красный Пахарь       | деревня             | ↘20              | Волжский        | Волжское           |
| 250 | Крёково              | деревня             | ↘3               | Арефинский      | Арефинское         |
| 251 | Крохино              | деревня             | ↗3               | Арефинский      | Арефинское         |
| 252 | Крохино              | деревня             | →0               | Макаровский     | Судоверфское       |
| 253 | Крутец               | деревня             | ↗7               | Николо-Кормский | Покровское         |
| 254 | Крутогорово          | деревня             | ↗11              | Арефинский      | Арефинское         |
| 255 | Крячково             | деревня             | ↘6               | Глебовский      | Глебовское         |
| 256 | Кстово               | посёлок             | ↘315             | Покровский      | Покровское         |
| 257 | Кудрино              | деревня             | →4               | Глебовский      | Глебовское         |
| 258 | Кузино               | деревня             | ↗6               | Волжский        | Волжское           |
| 259 | Кузнецово            | деревня             | →0               | Арефинский      | Арефинское         |
| 260 | Кузнецово            | деревня             | ↘2               | Огарковский     | Огарковское        |
| 261 | Кузовлево            | деревня             | ↘0               | Арефинский      | Арефинское         |
| 262 | Кузьминское          | деревня             | →0               | Шашковский      | Назаровское        |
| 263 | Куклино              | деревня             | ↗16              | Макаровский     | Судоверфское       |
| 264 | Куликово             | деревня             | ↗6               | Шашковский      | Назаровское        |
| 265 | Купалино             | деревня             | ↘4               | Ломовский       | Октябрьское        |
| 266 | Курганово            | деревня             | ↘0               | Огарковский     | Огарковское        |
| 267 | Куретниково          | деревня             | →0               | Михайловский    | Волжское           |
| 268 | Кушляево             | деревня             | ↘62              | Назаровский     | Назаровское        |
| 269 | Лабунино             | деревня             | →3               | Михайловский    | Волжское           |
| 270 | Лаврентьево          | деревня             | ↗6               | Глебовский      | Глебовское         |
| 271 | Лаврентьево          | деревня             | ↘36              | Огарковский     | Огарковское        |
| 272 | Лаврово              | деревня             | ↘12              | Ломовский       | Октябрьское        |
| 273 | Ламаница             | деревня             | →0               | Октябрьский     | Октябрьское        |
| 274 | Ламаново             | деревня             | ↗8               | Волжский        | Волжское           |
| 275 | Лапино               | деревня             | →0               | Ломовский       | Октябрьское        |
| 276 | Ларинское            | деревня             | ↘0               | Покровский      | Покровское         |
| 277 | Ларионово            | деревня             | ↘10              | Погорельский    | Глебовское         |
| 278 | Лебедево             | деревня             | →0               | Николо-Кормский | Покровское         |
| 279 | Левино               | деревня             | ↘3               | Михайловский    | Волжское           |
| 280 | Левино               | деревня             | →9               | Ломовский       | Октябрьское        |
| 281 | Левино-Волжское      | деревня             | →0               | Волжский        | Волжское           |
| 282 | Левино-Лесное        | деревня             | →0               | Волжский        | Волжское           |
| 283 | Легки                | деревня             | →0               | Михайловский    | Волжское           |
| 284 | Легково              | деревня             | →6               | Погорельский    | Глебовское         |
| 285 | Леонтьевское         | деревня             | ↘0               | Михайловский    | Волжское           |
| 286 | Липки                | деревня             | ↘1               | Николо-Кормский | Покровское         |
| 287 | Липняги              | деревня             | ↘5               | Каменниковский  | Каменниковское     |
| 288 | Липовка              | деревня             | ↗16              | Покровский      | Покровское         |
| 289 | Лисино               | деревня             | →0               | Погорельский    | Глебовское         |
| 290 | Локтево              | деревня             | ↘1               | Арефинский      | Арефинское         |
| 291 | Лом                  | деревня             | ↗8               | Ломовский       | Октябрьское        |
| 292 | Лом                  | посёлок             | ↘180             | Ломовский       | Октябрьское        |
| 293 | Лопаткино            | деревня             | ↘1               | Михайловский    | Волжское           |
| 294 | Лысково              | деревня             | →0               | Волжский        | Волжское           |
| 295 | Лютново              | деревня             | ↗2               | Погорельский    | Глебовское         |
| 296 | Ляга                 | деревня             | ↘24              | Огарковский     | Огарковское        |
| 297 | Майский              | посёлок             | ↘138             | Назаровский     | Назаровское        |
| 298 | Макарово             | деревня             | ↘1               | Огарковский     | Огарковское        |
| 299 | Макарово             | деревня             | ↗32              | Макаровский     | Судоверфское       |
| 300 | Максимовское         | деревня             | ↗71              | Покровский      | Покровское         |
| 301 | Максимовское         | деревня             | ↘9               | Покровский      | Покровское         |
| 302 | Малая Белева         | деревня             | ↘10              | Глебовский      | Глебовское         |
| 303 | Малая Киселиха       | деревня             | ↗26              | Покровский      | Покровское         |
| 304 | Малинники            | деревня             | ↗24              | Макаровский     | Судоверфское       |
| 305 | Малое Андрейково     | деревня             | ↗11              | Макаровский     | Судоверфское       |
| 306 | Малое Высоко         | деревня             | ↘3               | Николо-Кормский | Покровское         |
| 307 | Малое Давыдовское    | деревня             | ↘1               | Волжский        | Волжское           |
| 308 | Малое Заболотье      | деревня             | →0               | Покровский      | Покровское         |
| 309 | Малое Займище        | деревня             | →0               | Погорельский    | Глебовское         |
| 310 | Малое Кстово         | деревня             | →3               | Покровский      | Покровское         |
| 311 | Малое Паленово       | деревня             | →0               | Макаровский     | Судоверфское       |
| 312 | Малое Сёмино         | деревня             | ↘1               | Погорельский    | Глебовское         |
| 313 | Малое Троицкое       | деревня             | ↘3               | Назаровский     | Назаровское        |
| 314 | Малое Черняево       | деревня             | ↘2               | Арефинский      | Арефинское         |
| 315 | Малыгино             | деревня             | ↘0               | Николо-Кормский | Покровское         |
| 316 | Малый Дор            | деревня             | ↘2               | Судоверфский    | Судоверфское       |
| 317 | Мальинское           | деревня             | →0               | Михайловский    | Волжское           |
| 318 | Мартино              | деревня             | ↘0               | Николо-Кормский | Покровское         |
| 319 | Мартынцево           | деревня             | →5               | Глебовский      | Глебовское         |
| 320 | Мартьяново           | деревня             | →0               | Погорельский    | Глебовское         |
| 321 | Мартьяновское        | деревня             | ↘0               | Октябрьский     | Октябрьское        |
| 322 | Мартюнино            | деревня             | ↗17              | Шашковский      | Назаровское        |
| 323 | Мархачево            | деревня             | ↘16              | Глебовский      | Глебовское         |
| 324 | Маурино              | деревня             | →0               | Назаровский     | Назаровское        |
| 325 | Мелехово             | деревня             | ↘6               | Михайловский    | Волжское           |
| 326 | Менчиково            | деревня             | ↘0               | Ломовский       | Октябрьское        |
| 327 | Мешково              | деревня             | →1               | Николо-Кормский | Покровское         |
| 328 | Мешково              | деревня             | ↗10              | Макаровский     | Судоверфское       |
| 329 | Мильково             | деревня             | →0               | Николо-Кормский | Покровское         |
| 330 | Милюшино             | деревня             | ↘241             | Огарковский     | Огарковское        |
| 331 | Минино               | деревня             | ↘4               | Погорельский    | Глебовское         |
| 332 | Митино               | деревня             | ↘6               | Волжский        | Волжское           |
| 333 | Митянино             | деревня             | →0               | Назаровский     | Назаровское        |
| 334 | Михайловское         | село                | ↘38              | Михайловский    | Волжское           |
| 335 | Михалёво             | деревня             | ↗3               | Михайловский    | Волжское           |
| 336 | Михалёво             | деревня             | ↘0               | Михайловский    | Волжское           |
| 337 | Михалёво             | деревня             | ↘6               | Покровский      | Покровское         |
| 338 | Михеевка             | деревня             | ↘0               | Михайловский    | Волжское           |
| 339 | Михеево              | деревня             | →2               | Михайловский    | Волжское           |
| 340 | Могильца             | деревня             | ↘6               | Погорельский    | Глебовское         |
| 341 | Мокеевское           | деревня             | ↘0               | Михайловский    | Волжское           |
| 342 | Мокеевское           | деревня             | ↘1               | Шашковский      | Назаровское        |
| 343 | Мологино             | деревня             | ↘4               | Михайловский    | Волжское           |
| 344 | Морушкино            | деревня             | ↘3               | Огарковский     | Огарковское        |
| 345 | Мостовица            | деревня             | →9               | Николо-Кормский | Покровское         |
| 346 | Мостово              | деревня             | ↘1               | Глебовский      | Глебовское         |
| 347 | Мошково              | деревня             | ↗3               | Шашковский      | Назаровское        |
| 348 | Мухино               | деревня             | ↘3               | Погорельский    | Глебовское         |
| 349 | Наволоки             | деревня             | →81              | Арефинский      | Арефинское         |
| 350 | Назарово             | деревня             | ↘446             | Назаровский     | Назаровское        |
| 351 | Наумовское           | деревня             | ↘10              | Волжский        | Волжское           |
| 352 | Нелюбовское          | деревня             | ↘3               | Покровский      | Покровское         |
| 353 | Нескучное            | деревня             | →4               | Шашковский      | Назаровское        |
| 354 | Нефедово             | деревня             | ↗7               | Макаровский     | Судоверфское       |
| 355 | Николо-Задубровье    | деревня             | →0               | Михайловский    | Волжское           |
| 356 | Николо-Корма         | село                | ↗80              | Николо-Кормский | Покровское         |
| 357 | Николо-Плесна        | деревня             | →0               | Ломовский       | Октябрьское        |
| 358 | Николо-Тропа         | деревня             | ↗3               | Арефинский      | Арефинское         |
| 359 | Никольское           | деревня             | ↗6               | Волжский        | Волжское           |
| 360 | Никольское           | село                | ↗320             | Николо-Кормский | Покровское         |
| 361 | Новая                | деревня             | ↘2               | Октябрьский     | Октябрьское        |
| 362 | Новая                | деревня             | ↗16              | Покровский      | Покровское         |
| 363 | Новая Горка          | деревня             | ↗11              | Арефинский      | Арефинское         |
| 364 | Новинки              | деревня             | ↗8               | Глебовский      | Глебовское         |
| 365 | Новое                | деревня             | →0               | Октябрьский     | Октябрьское        |
| 366 | Новоселки            | деревня             | ↘10              | Октябрьский     | Октябрьское        |
| 367 | Новый Посёлок        | деревня             | ↘60              | Шашковский      | Назаровское        |
| 368 | Новый Посёлок        | деревня             | ↘25              | Судоверфский    | Судоверфское       |
| 369 | Оболтино             | деревня             | ↘31              | Арефинский      | Арефинское         |
| 370 | Оборино              | деревня             | ↗2               | Назаровский     | Назаровское        |
| 371 | Обухово              | деревня             | ↘0               | Погорельский    | Глебовское         |
| 372 | Обухово              | деревня             | ↗12              | Каменниковский  | Каменниковское     |
| 373 | Овинища              | деревня             | ↘21              | Арефинский      | Арефинское         |
| 374 | Овинчища             | деревня             | ↘0               | Погорельский    | Глебовское         |
| 375 | Овсянниково          | деревня             | ↘3               | Покровский      | Покровское         |
| 376 | Огарково             | село                | ↘171             | Огарковский     | Огарковское        |
| 377 | Окатово              | деревня             | ↘0               | Глебовский      | Глебовское         |
| 378 | Октябрьский          | посёлок             | ↘2254            | Октябрьский     | Октябрьское        |
| 379 | Окулово              | деревня             | →6               | Покровский      | Покровское         |
| 380 | Олехово              | деревня             | →0               | Арефинский      | Арефинское         |
| 381 | Олешково             | деревня             | →0               | Шашковский      | Назаровское        |
| 382 | Ольгино              | деревня             | →0               | Огарковский     | Огарковское        |
| 383 | Ольшаки              | деревня             | ↘0               | Глебовский      | Глебовское         |
| 384 | Омляково             | деревня             | →0               | Николо-Кормский | Покровское         |
| 385 | Орловка              | деревня             | →0               | Покровский      | Покровское         |
| 386 | Орловское            | деревня             | ↘3               | Михайловский    | Волжское           |
| 387 | Осники               | деревня             | ↘0               | Глебовский      | Глебовское         |
| 388 | Осорино              | деревня             | ↗11              | Глебовский      | Глебовское         |
| 389 | Осташево             | деревня             | ↘14              | Огарковский     | Огарковское        |
| 390 | Паздеринское         | деревня             | ↘12              | Шашковский      | Назаровское        |
| 391 | Палкино              | деревня             | →5               | Погорельский    | Глебовское         |
| 392 | Палкино              | деревня             | ↘0               | Ломовский       | Октябрьское        |
| 393 | Панфилки             | деревня             | →4               | Октябрьский     | Октябрьское        |
| 394 | Панфилово            | село                | ↗32              | Октябрьский     | Октябрьское        |
| 395 | Паршино              | деревня             | ↗8               | Волжский        | Волжское           |
| 396 | Патрикеево           | деревня             | ↘8               | Арефинский      | Арефинское         |
| 397 | Паулино              | деревня             | ↘0               | Шашковский      | Назаровское        |
| 398 | Пахонино             | деревня             | →6               | Огарковский     | Огарковское        |
| 399 | Пелевино             | деревня             | ↘2               | Арефинский      | Арефинское         |
| 400 | Пеньково             | деревня             | →0               | Шашковский      | Назаровское        |
| 401 | Песочное             | посёлок             | ↗2624            | Песоченский     | Песочное           |
| 402 | Петраково            | деревня             | →0               | Погорельский    | Глебовское         |
| 403 | Петрицево            | деревня             | →3               | Глебовский      | Глебовское         |
| 404 | Петрицево            | деревня             | ↗7               | Погорельский    | Глебовское         |
| 405 | Петрунино            | деревня             | ↘1               | Николо-Кормский | Покровское         |
| 406 | Петряево             | деревня             | →4               | Шашковский      | Назаровское        |
| 407 | Пиняги               | деревня             | →2               | Ломовский       | Октябрьское        |
| 408 | Пирогово             | деревня             | ↘5               | Шашковский      | Назаровское        |
| 409 | Плоское              | деревня             | →0               | Погорельский    | Глебовское         |
| 410 | Погорелка            | деревня             | ↘0               | Глебовский      | Глебовское         |
| 411 | Погорелка            | деревня             | ↗12              | Шашковский      | Назаровское        |
| 412 | Погорелка            | деревня             | ↘0               | Николо-Кормский | Покровское         |
| 413 | Погорелка            | село                | ↘281             | Погорельский    | Глебовское         |
| 414 | Подвиталово          | деревня             | ↘4               | Глебовский      | Глебовское         |
| 415 | Подносково           | деревня             | ↗5               | Ломовский       | Октябрьское        |
| 416 | Подольское           | деревня             | →0               | Погорельский    | Глебовское         |
| 417 | Подорожная           | деревня             | ↘5               | Глебовский      | Глебовское         |
| 418 | Подсосенье           | деревня             | ↘5               | Михайловский    | Волжское           |
| 419 | Поздняково           | деревня             | →0               | Арефинский      | Арефинское         |
| 420 | Покров               | село                | ↘212             | Покровский      | Покровское         |
| 421 | Полежаево            | деревня             | →0               | Николо-Кормский | Покровское         |
| 422 | Полуево              | деревня             | ↗2               | Николо-Кормский | Покровское         |
| 423 | Пономарицы           | деревня             | ↘5               | Глебовский      | Глебовское         |
| 424 | Поповское            | деревня             | ↗82              | Михайловский    | Волжское           |
| 425 | Поповское            | деревня             | ↘0               | Михайловский    | Волжское           |
| 426 | Поповское            | деревня             | →0               | Арефинский      | Арефинское         |
| 427 | Посёлок номер 1      | деревня             | ↘0               | Николо-Кормский | Покровское         |
| 428 | Потыпкино            | деревня             | ↘7               | Октябрьский     | Октябрьское        |
| 429 | Почесновики          | деревня             | ↗19              | Макаровский     | Судоверфское       |
| 430 | Починок              | деревня             | ↗6               | Арефинский      | Арефинское         |
| 431 | Починок              | деревня             | ↘20              | Михайловский    | Волжское           |
| 432 | Починок              | деревня             | →0               | Шашковский      | Назаровское        |
| 433 | Починок              | деревня             | ↘2               | Глебовский      | Глебовское         |
| 434 | Починок              | деревня             | →0               | Глебовский      | Глебовское         |
| 435 | Починок              | деревня             | ↗17              | Погорельский    | Глебовское         |
| 436 | Починок              | деревня             | ↗6               | Макаровский     | Судоверфское       |
| 437 | Починок              | деревня             | →0               | Каменниковский  | Каменниковское     |
| 438 | Починок-Болотово     | деревня             | →49              | Арефинский      | Арефинское         |
| 439 | Починок-Слепущий     | деревня             | ↘1               | Арефинский      | Арефинское         |
| 440 | Приволжье            | деревня             | ↘4               | Ломовский       | Октябрьское        |
| 441 | Пригорки             | деревня             | ↗27              | Макаровский     | Судоверфское       |
| 442 | Пригородная          | деревня             | ↘12              | Макаровский     | Судоверфское       |
| 443 | Прокошево            | деревня             | ↘4               | Николо-Кормский | Покровское         |
| 444 | Прокунино            | деревня             | ↘12              | Михайловский    | Волжское           |
| 445 | Простино             | деревня             | ↗9               | Арефинский      | Арефинское         |
| 446 | Протасово            | деревня             | →6               | Назаровский     | Назаровское        |
| 447 | Прошино              | деревня             | →6               | Арефинский      | Арефинское         |
| 448 | Пруды                | деревня             | →0               | Макаровский     | Судоверфское       |
| 449 | Пчелье               | деревня             | →0               | Покровский      | Покровское         |
| 450 | Раздумово            | село                | →12              | Глебовский      | Глебовское         |
| 451 | Раменье              | деревня             | →2               | Глебовский      | Глебовское         |
| 452 | Раменье              | деревня             | →0               | Шашковский      | Назаровское        |
| 453 | Раменье              | деревня             | →0               | Николо-Кормский | Покровское         |
| 454 | Рассохино            | деревня             | →0               | Арефинский      | Арефинское         |
| 455 | Рахово               | деревня             | ↘0               | Михайловский    | Волжское           |
| 456 | Роканово             | деревня             | ↘0               | Огарковский     | Огарковское        |
| 457 | Ромашково            | деревня             | →3               | Михайловский    | Волжское           |
| 458 | Рыжиково             | деревня             | →0               | Назаровский     | Назаровское        |
| 459 | Рютово               | деревня             | ↘0               | Октябрьский     | Октябрьское        |
| 460 | Рябухино             | деревня             | ↘0               | Макаровский     | Судоверфское       |
| 461 | Савино               | деревня             | ↗12              | Макаровский     | Судоверфское       |
| 462 | Савинское            | деревня             | →1               | Михайловский    | Волжское           |
| 463 | Савинское            | деревня             | ↗15              | Огарковский     | Огарковское        |
| 464 | Сайгатово            | деревня             | ↘0               | Михайловский    | Волжское           |
| 465 | Санино               | деревня             | →0               | Погорельский    | Глебовское         |
| 466 | Сараево              | деревня             | ↘1               | Михайловский    | Волжское           |
| 467 | Саха                 | деревня             | ↗5               | Арефинский      | Арефинское         |
| 468 | Свингино             | деревня             | ↘370             | Судоверфский    | Судоверфское       |
| 469 | Седлово              | деревня             | ↘0               | Арефинский      | Арефинское         |
| 470 | Седлово              | деревня             | →0               | Шашковский      | Назаровское        |
| 471 | Селезенево           | деревня             | →0               | Шашковский      | Назаровское        |
| 472 | Селехово             | деревня             | ↗5               | Глебовский      | Глебовское         |
| 473 | Селиваново           | деревня             | ↘4               | Глебовский      | Глебовское         |
| 474 | Селишки              | деревня             | ↘28              | Назаровский     | Назаровское        |
| 475 | Селишко-Окороково    | деревня             | ↘30              | Назаровский     | Назаровское        |
| 476 | Сельцо               | деревня             | ↗61              | Назаровский     | Назаровское        |
| 477 | Сельцо               | деревня             | →0               | Ломовский       | Октябрьское        |
| 478 | Сельцо-Воскресенское | деревня             | ↘8               | Михайловский    | Волжское           |
| 479 | Семенково            | деревня             | ↗3               | Огарковский     | Огарковское        |
| 480 | Семенники            | деревня             | ↘5               | Михайловский    | Волжское           |
| 481 | Семёновское          | село                | ↗31              | Волжский        | Волжское           |
| 482 | Середнево            | деревня             | ↘7               | Огарковский     | Огарковское        |
| 483 | Серково              | деревня             | →1               | Михайловский    | Волжское           |
| 484 | Сидорково            | деревня             | ↘10              | Огарковский     | Огарковское        |
| 485 | Сидорово             | деревня             | →0               | Ломовский       | Октябрьское        |
| 486 | Сидорово             | деревня             | ↘35              | Николо-Кормский | Покровское         |
| 487 | Сидоровское          | деревня             | ↗9               | Михайловский    | Волжское           |
| 488 | Скоково              | деревня             | →0               | Арефинский      | Арефинское         |
| 489 | Скорода              | деревня             | ↘2               | Макаровский     | Судоверфское       |
| 490 | Скородумово          | деревня             | ↘6               | Волжский        | Волжское           |
| 491 | Соколово             | деревня             | ↗17              | Николо-Кормский | Покровское         |
| 492 | Соловьёвское         | деревня             | ↘78              | Огарковский     | Огарковское        |
| 493 | Солыгаево            | деревня             | ↘20              | Михайловский    | Волжское           |
| 494 | Сонино               | деревня             | ↘2               | Покровский      | Покровское         |
| 495 | Сорокино             | деревня             | →0               | Шашковский      | Назаровское        |
| 496 | Софроново            | деревня             | →0               | Михайловский    | Волжское           |
| 497 | Спасс                | село                | ↘21              | Назаровский     | Назаровское        |
| 498 | Спас-Ухра            | деревня             | ↗6               | Арефинский      | Арефинское         |
| 499 | Спешино              | деревня             | ↘4               | Макаровский     | Судоверфское       |
| 500 | Сретенье             | село                | ↘325             | Михайловский    | Волжское           |
| 501 | Старово              | деревня             | ↘3               | Огарковский     | Огарковское        |
| 502 | Старое Быково        | деревня             | ↗9               | Назаровский     | Назаровское        |
| 503 | Староселье           | деревня             | ↘4               | Назаровский     | Назаровское        |
| 504 | Староселье           | посёлок             | ↗59              | Назаровский     | Назаровское        |
| 505 | Степановское         | деревня             | ↗2               | Волжский        | Волжское           |
| 506 | Степаньково          | деревня             | ↘1               | Огарковский     | Огарковское        |
| 507 | Стерлядево           | деревня             | ↗13              | Макаровский     | Судоверфское       |
| 508 | Стрельниково         | деревня             | →22              | Михайловский    | Волжское           |
| 509 | Стригино             | деревня             | →4               | Погорельский    | Глебовское         |
| 510 | Стрижово             | деревня             | ↘10              | Покровский      | Покровское         |
| 511 | Субботино            | деревня             | →0               | Арефинский      | Арефинское         |
| 512 | Суворово             | деревня             | ↘0               | Николо-Кормский | Покровское         |
| 513 | Судоверфь            | посёлок             | ↘2226            | Судоверфский    | Судоверфское       |
| 514 | Суриново             | деревня             | ↘7               | Арефинский      | Арефинское         |
| 515 | Сухино               | деревня             | ↗6               | Николо-Кормский | Покровское         |
| 516 | Суховское            | деревня             | ↘15              | Покровский      | Покровское         |
| 517 | Сыроежино            | деревня             | →0               | Шашковский      | Назаровское        |
| 518 | Сысоевское           | деревня             | ↗8               | Волжский        | Волжское           |
| 519 | Тамонки              | деревня             | →0               | Октябрьский     | Октябрьское        |
| 520 | Тарбино              | деревня             | →0               | Николо-Кормский | Покровское         |
| 521 | Тверево              | деревня             | ↘3               | Глебовский      | Глебовское         |
| 522 | Тебениха             | деревня             | ↘10              | Погорельский    | Глебовское         |
| 523 | Текунино             | деревня             | ↘0               | Глебовский      | Глебовское         |
| 524 | Тепляково            | деревня             | →0               | Николо-Кормский | Покровское         |
| 525 | Терентьевская        | деревня             | →0               | Глебовский      | Глебовское         |
| 526 | Терюханово           | деревня             | →0               | Ломовский       | Октябрьское        |
| 527 | Тимново              | деревня             | ↘2               | Шашковский      | Назаровское        |
| 528 | Тимоновское          | деревня             | →0               | Покровский      | Покровское         |
| 529 | Тимошино             | деревня             | →0               | Арефинский      | Арефинское         |
| 530 | Тимошкино            | деревня             | ↘15              | Николо-Кормский | Покровское         |
| 531 | Титовское            | деревня             | ↘1               | Шашковский      | Назаровское        |
| 532 | Тихвинское           | село                | ↘0               | Октябрьский     | Октябрьское        |
| 533 | Тихменево            | посёлок             | ↗1829            | Тихменевский    | Тихменевское       |
| 534 | Торопово             | деревня             | ↘4               | Михайловский    | Волжское           |
| 535 | Торхово              | деревня             | →0               | Глебовский      | Глебовское         |
| 536 | Торхово              | деревня             | ↘4               | Огарковский     | Огарковское        |
| 537 | Тяпкино              | деревня             | →2               | Николо-Кормский | Покровское         |
| 538 | Угол                 | деревня             | ↗72              | Каменниковский  | Каменниковское     |
| 539 | Угольница            | деревня             | ↗3               | Погорельский    | Глебовское         |
| 540 | Узково               | деревня             | ↘8               | Покровский      | Покровское         |
| 541 | Ульяновское          | деревня             | ↘0               | Михайловский    | Волжское           |
| 542 | Усково               | деревня             | ↘0               | Погорельский    | Глебовское         |
| 543 | Ушаково              | деревня             | →0               | Арефинский      | Арефинское         |
| 544 | Фалелеево            | деревня             | ↘36              | Назаровский     | Назаровское        |
| 545 | Фёдоровское          | деревня             | ↗13              | Назаровский     | Назаровское        |
| 546 | Фёдоровское          | деревня             | ↘3               | Шашковский      | Назаровское        |
| 547 | Федюшино             | деревня             | ↘4               | Шашковский      | Назаровское        |
| 548 | Фелисово             | деревня             | →1               | Михайловский    | Волжское           |
| 549 | Филиппово            | деревня             | →1               | Назаровский     | Назаровское        |
| 550 | Фоминское            | деревня             | ↘0               | Волжский        | Волжское           |
| 551 | Фоминское            | деревня             | →0               | Назаровский     | Назаровское        |
| 552 | Ханютино             | деревня             | →0               | Назаровский     | Назаровское        |
| 553 | Харино               | деревня             | →1               | Арефинский      | Арефинское         |
| 554 | Харинская            | деревня             | ↗6               | Макаровский     | Судоверфское       |
| 555 | Харитоново           | деревня             | ↘16              | Макаровский     | Судоверфское       |
| 556 | Хвощёвка             | деревня             | ↘72              | Покровский      | Покровское         |
| 557 | Хламово              | деревня             | →0               | Арефинский      | Арефинское         |
| 558 | Хомяково             | деревня             | ↘0               | Глебовский      | Глебовское         |
| 559 | Хопылево             | деревня             | ↗3               | Шашковский      | Назаровское        |
| 560 | Хорошилово           | деревня             | ↘3               | Назаровский     | Назаровское        |
| 561 | Чайлово              | деревня             | →0               | Николо-Кормский | Покровское         |
| 562 | Чашково              | деревня             | →4               | Арефинский      | Арефинское         |
| 563 | Черёмушки            | деревня             | →1               | Арефинский      | Арефинское         |
| 564 | Черменино            | деревня             | ↘2               | Волжский        | Волжское           |
| 565 | Чернышево            | деревня             | →0               | Шашковский      | Назаровское        |
| 566 | Чернышкино           | деревня             | ↘1               | Арефинский      | Арефинское         |
| 567 | Чернышкино           | деревня             | →0               | Шашковский      | Назаровское        |
| 568 | Чудиново             | деревня             | ↘14              | Михайловский    | Волжское           |
| 569 | Чудиново             | деревня             | ↗3               | Глебовский      | Глебовское         |
| 570 | Шалково              | деревня             | ↘4               | Михайловский    | Волжское           |
| 571 | Шатино               | деревня             | ↘3               | Арефинский      | Арефинское         |
| 572 | Шашково              | посёлок             | ↘639             | Шашковский      | Назаровское        |
| 573 | Шелепино             | деревня             | ↗5               | Покровский      | Покровское         |
| 574 | Шестовское           | деревня             | ↘9               | Шашковский      | Назаровское        |
| 575 | Шилово               | деревня             | →0               | Погорельский    | Глебовское         |
| 576 | Шипулино             | деревня             | →0               | Макаровский     | Судоверфское       |
| 577 | Шишкино              | деревня             | →8               | Назаровский     | Назаровское        |
| 578 | Шишкино              | деревня             | ↘5               | Макаровский     | Судоверфское       |
| 579 | Шишланово            | деревня             | →3               | Ломовский       | Октябрьское        |
| 580 | Шлыково              | деревня             | ↘14              | Огарковский     | Огарковское        |
| 581 | Шушково              | деревня             | →0               | Макаровский     | Судоверфское       |
| 582 | Щепетники            | деревня             | ↘1               | Глебовский      | Глебовское         |
| 583 | Юбилейный            | посёлок             | ↘660             | Макаровский     | Судоверфское       |
| 584 | Юрино                | деревня             | →0               | Глебовский      | Глебовское         |
| 585 | Юрино                | деревня             | ↗8               | Макаровский     | Судоверфское       |
| 586 | Юринский             | разъезд             | ↘5               | Макаровский     | Судоверфское       |
| 587 | Юркино               | деревня             | ↘1               | Михайловский    | Волжское           |
| 588 | Юркино               | деревня             | ↗17              | Каменниковский  | Каменниковское     |
| 589 | Юркино               | деревня             | ↗15              | Николо-Кормский | Покровское         |
| 590 | Юршино               | деревня             | ↗8               | Каменниковский  | Каменниковское     |
| 591 | Ягодино              | деревня             | ↗5               | Погорельский    | Глебовское         |
| 592 | Якунники             | деревня             | ↘46              | Покровский      | Покровское         |
| 593 | Якушево              | деревня             | →0               | Ломовский       | Октябрьское        |
| 594 | Якушево              | деревня             | ↗18              | Судоверфский    | Судоверфское       |
| 595 | Якшино               | деревня             | ↘1               | Михайловский    | Волжское           |
| 596 | Ясенево              | деревня             | ↗3               | Погорельский    | Глебовское         |

Шаблон:См. также
Песочное с 1927 до 2012 гг. и Тихменево с 1950 до 1999 гг. относились к посёлкам городского типа как рабочие посёлки.

## Промышленность
- Птицефабрика «Ярославский бройлер» (пос. Октябрьский);
- Птицефабрика «Волжанин» (пос. Ермаково);
- Свиноводческий комплекс ЗАО «Залесье» (дер. Дюдьково);
- Первомайский фарфоровый завод (Песочное).
- ООО Рыбинскэнергобетон в посёлке Каменники

## Транспорт

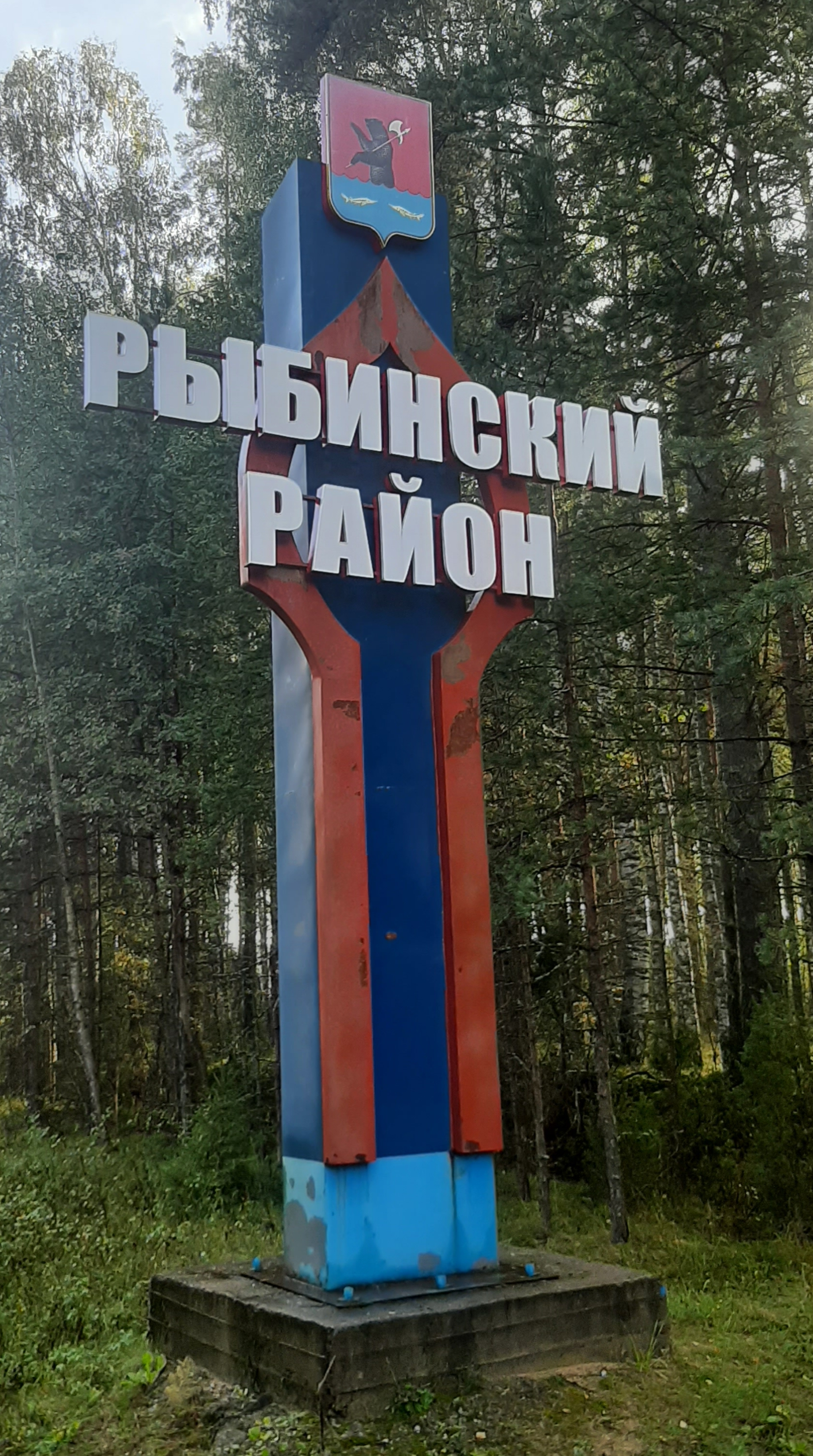
Стела на трассе Углич — Рыбинск

Через район проходит магистральная железная дорога Ярославль — Рыбинск — Сонково. Важное значение имеет также водная транспортная артерия — река Волга. Развита сеть автодорог. Отсутствие автомобильного моста через Волгу затрудняет коммуникации района с западными и северо-западными соседями; в 2012 г. для решения этой проблемы устроена паромная переправа через Волгу в селе Глебово.
До конца 2005 года видом транспорта и одной из главных достопримечательностей района была узкоколейная железная дорога Рыбинского торфопредприятия (проходившая по направлению Тихменево — Великий Мох, длиной 20 километров). Ныне эта узкоколейная железная дорога разобрана.

## Известные уроженцы
- Батов, Павел Иванович — советский военный деятель, дважды Герой Советского Союза, генерал армии, депутат Верховного Совета СССР 1-5 созывов. Родился в 1897 году в деревне Фелисово. Бюст, который полагается по статусу дважды Героя устанавливать на родине при вручении второй звезды, установлен на Аллее Славы в Рыбинске.
- Блюхер, Василий Константинович — советский военный, государственный и партийный деятель, Маршал Советского Союза. Погиб в ходе сталинских репрессий. Реабилитирован после XX съезда КПСС в 1956 году. Родился в 1899 году в деревне Барщинка.
- Богомолов, Анатолий Васильевич — советский и российский журналист. Родился в 1930 году в деревне Коткино.
- Колышкин, Иван Александрович — первый из советских моряков-подводников, удостоенный в годы Великой Отечественной войны звания Герой Советского Союза. Родился в 1902 году в деревне Крутец.
- Комиссаров, Константин Васильевич (1898—1942) — советский военный деятель, Генерал-майор (1940 год).
- Сурков, Алексей Александрович — русский советский поэт, Герой Социалистического Труда, дважды лауреат Сталинской премии. Родился в 1930 году в деревне Середнево.
- Тихомиров, Владимир Павлович — ректор МЭСИ в 1992—2007 годах. Родился в 1941 году в деревне Менчиково.
- Ухтомский, Алексей Алексеевич — российский и советский физиолог. Родился в селе Вослома.
- Ушаков, Фёдор Фёдорович — выдающийся русский флотоводец. Родился в 1744 году в деревне Бурнаково.
- Панов, Пётр Александрович — военный деятель, разведчик. Комбриг. Расстрелян в ходе сталинских репрессий. Родился в 1892 году в деревня Акинино[31].